# Babylon by Bus
Babylon by Bus is een livealbum van Bob Marley & The Wailers, uitgebracht in 1978. Aangenomen wordt dat de meeste nummers van het album zijn opgenomen bij drie concerten in het Pavillon de Paris op 25, 26 en 27 juni 1978 tijdens de Kaya Tour; van sommige nummers is niet bekend wanneer ze opgenomen zijn. 

## Nummers
Alle nummers zijn geschreven door Bob Marley, behalve waar aangegeven.
| Nr. | Titel                                      | Duur |
| --- | ------------------------------------------ | ---- |
| 1.  | Positive Vibration (Vincent Ford)          | 5:48 |
| 2.  | Punky Reggae Party (Bob Marley, Lee Perry) | 5:52 |
| 3.  | Exodus                                     | 7:40 |

| Nr. | Titel                                                                           | Duur |
| --- | ------------------------------------------------------------------------------- | ---- |
| 1.  | Stir it up (Opgenomen op 18 juli 1975 in The Lyceum, Londen)                    | 5:21 |
| 2.  | Rat Race (Rita Marley) (Opgenomen in juni 1976 in de Hammersmith Odeon, Londen) | 3:30 |
| 3.  | Concrete Jungle                                                                 | 5:40 |
| 4.  | Kinky Reggae                                                                    | 4:49 |

| Nr. | Titel                                                         | Duur |
| --- | ------------------------------------------------------------- | ---- |
| 1.  | Lively Up Yourself                                            | 6:21 |
| 2.  | Rebel Music (3 O'Clock Roadblock) (Aston Barrett, Hugh Peart) | 5:22 |
| 3.  | War/No More Trouble (Alan Cole, Carlton Barrett, Bob Marley)  | 5:31 |

| Nr. | Titel        | Duur |
| --- | ------------ | ---- |
| 1.  | Is This Love | 7:30 |
| 2.  | The Heathen  | 4:30 |
| 3.  | Jamming      | 5:44 |

## Bezetting
- Bob Marley - leadzang, slaggitaar
- Carlton Barrett - drums
- Aston Barrett - basgitaar
- Tyrone Downie - keyboards
- Junior Marvin - leadgitaar
- Alvin Patterson - percussie
- Al Anderson - leadgitaar
- Earl Lindo - keyboards
- I Threes - achtergrondzang

## Hitnoteringen
| Babylon by Bus in de Nederlandse Album Top 100 - binnen: 16-12-1978 | Babylon by Bus in de Nederlandse Album Top 100 - binnen: 16-12-1978 | Babylon by Bus in de Nederlandse Album Top 100 - binnen: 16-12-1978 | Babylon by Bus in de Nederlandse Album Top 100 - binnen: 16-12-1978 | Babylon by Bus in de Nederlandse Album Top 100 - binnen: 16-12-1978 | Babylon by Bus in de Nederlandse Album Top 100 - binnen: 16-12-1978 | Babylon by Bus in de Nederlandse Album Top 100 - binnen: 16-12-1978 | Babylon by Bus in de Nederlandse Album Top 100 - binnen: 16-12-1978 | Babylon by Bus in de Nederlandse Album Top 100 - binnen: 16-12-1978 | Babylon by Bus in de Nederlandse Album Top 100 - binnen: 16-12-1978 | Babylon by Bus in de Nederlandse Album Top 100 - binnen: 16-12-1978 | Babylon by Bus in de Nederlandse Album Top 100 - binnen: 16-12-1978 | Babylon by Bus in de Nederlandse Album Top 100 - binnen: 16-12-1978 | Babylon by Bus in de Nederlandse Album Top 100 - binnen: 16-12-1978 | Babylon by Bus in de Nederlandse Album Top 100 - binnen: 16-12-1978 | Babylon by Bus in de Nederlandse Album Top 100 - binnen: 16-12-1978 | Babylon by Bus in de Nederlandse Album Top 100 - binnen: 16-12-1978 | Babylon by Bus in de Nederlandse Album Top 100 - binnen: 16-12-1978 | Babylon by Bus in de Nederlandse Album Top 100 - binnen: 16-12-1978 | Babylon by Bus in de Nederlandse Album Top 100 - binnen: 16-12-1978 | Babylon by Bus in de Nederlandse Album Top 100 - binnen: 16-12-1978 | Babylon by Bus in de Nederlandse Album Top 100 - binnen: 16-12-1978 | Babylon by Bus in de Nederlandse Album Top 100 - binnen: 16-12-1978 | Babylon by Bus in de Nederlandse Album Top 100 - binnen: 16-12-1978 | Babylon by Bus in de Nederlandse Album Top 100 - binnen: 16-12-1978 | Babylon by Bus in de Nederlandse Album Top 100 - binnen: 16-12-1978 | Babylon by Bus in de Nederlandse Album Top 100 - binnen: 16-12-1978 | Babylon by Bus in de Nederlandse Album Top 100 - binnen: 16-12-1978 | Babylon by Bus in de Nederlandse Album Top 100 - binnen: 16-12-1978 | Babylon by Bus in de Nederlandse Album Top 100 - binnen: 16-12-1978 | Babylon by Bus in de Nederlandse Album Top 100 - binnen: 16-12-1978 | Babylon by Bus in de Nederlandse Album Top 100 - binnen: 16-12-1978 | Babylon by Bus in de Nederlandse Album Top 100 - binnen: 16-12-1978 | Babylon by Bus in de Nederlandse Album Top 100 - binnen: 16-12-1978 | Babylon by Bus in de Nederlandse Album Top 100 - binnen: 16-12-1978 | Babylon by Bus in de Nederlandse Album Top 100 - binnen: 16-12-1978 |
| Week                                                                | 1                                                                   | 2                                                                   | 3                                                                   | 4                                                                   | 5                                                                   | 6                                                                   | 7                                                                   | 8                                                                   | 9                                                                   | 10                                                                  | 11                                                                  | 12                                                                  | 13                                                                  | 14                                                                  | 15                                                                  | 16                                                                  | 17                                                                  | 18                                                                  | 19                                                                  | 20                                                                  | 21                                                                  | 22                                                                  | 23                                                                  | 24                                                                  | 25                                                                  | 26                                                                  | 27                                                                  | 28                                                                  | 29                                                                  | 30                                                                  | 31                                                                  | 32                                                                  | 33                                                                  | 34                                                                  |                                                                     |
| ------------------------------------------------------------------- | ------------------------------------------------------------------- | ------------------------------------------------------------------- | ------------------------------------------------------------------- | ------------------------------------------------------------------- | ------------------------------------------------------------------- | ------------------------------------------------------------------- | ------------------------------------------------------------------- | ------------------------------------------------------------------- | ------------------------------------------------------------------- | ------------------------------------------------------------------- | ------------------------------------------------------------------- | ------------------------------------------------------------------- | ------------------------------------------------------------------- | ------------------------------------------------------------------- | ------------------------------------------------------------------- | ------------------------------------------------------------------- | ------------------------------------------------------------------- | ------------------------------------------------------------------- | ------------------------------------------------------------------- | ------------------------------------------------------------------- | ------------------------------------------------------------------- | ------------------------------------------------------------------- | ------------------------------------------------------------------- | ------------------------------------------------------------------- | ------------------------------------------------------------------- | ------------------------------------------------------------------- | ------------------------------------------------------------------- | ------------------------------------------------------------------- | ------------------------------------------------------------------- | ------------------------------------------------------------------- | ------------------------------------------------------------------- | ------------------------------------------------------------------- | ------------------------------------------------------------------- | ------------------------------------------------------------------- | ------------------------------------------------------------------- |
| Nummer                                                              | 31                                                                  | 20                                                                  | 18                                                                  | 25                                                                  | 32                                                                  | 32                                                                  | 21                                                                  | 14                                                                  | 32                                                                  | 24                                                                  | 28                                                                  | 25                                                                  | 29                                                                  | 32                                                                  | 28                                                                  | 21                                                                  | 17                                                                  | 12                                                                  | 5                                                                   | 5                                                                   | 4                                                                   | 5                                                                   | 5                                                                   | 11                                                                  | 9                                                                   | 18                                                                  | 20                                                                  | 22                                                                  | 42                                                                  | 45                                                                  | 36                                                                  | 41                                                                  | 45                                                                  | 50                                                                  | uit                                                                 |

Bob Marley · Junior Braithwaite · Beverley Kelso · Bunny Wailer · Peter Tosh · Cherry Smith · Constantine "Vision" Walker · Earl "Chinna" Smith · Aston Barrett · Joe Higgs · Earl Lindo · Carlton Barrett · Al Anderson · Alvin Patterson · Junior Marvin · Donald Kinsey · Tyrone Downie · I Threes (Rita Marley · Marcia Griffiths · Judy Mowatt)